# Bartolomeo Tromboncino
Bartolomeo Tromboncino (asi 1470 – 1535 nebo později) byl Italský hudební skladatel střední renesance. Je slavný hlavně jako autor frottol; nechvalně znám je jako vrah své manželky. Narodil se ve Veroně a zemřel v Benátkách nebo jejich okolí.

## Život
Pravděpodobně vyrostl v Mantově a v jednom dopise zmiňuje, že původně pocházel z Verony. Až asi do roku 1500 žil a pracoval v Mantově, i když občas vyjížděl do okolních měst, jako jsou Ferrara, Este, Vicenza, Milán a Pavia, zejména když se dostal do potíží. Uprchl z města z neznámých důvodů v roce 1495 a  později se téhož roku vrátil; roku 1499 zabil svou ženu, když ji chytil při cizoložství, na rozdíl od Gesualda o sto let později však možná ušetřil jejího milence (zdroje se v tom rozcházejí). Zřejmě byl stále znovu omilostňován, ale nakonec z Mantovy uprchl zase, „bez dovolení a z opovrženíhodných důvodů,“ jak se praví v dopise jednoho z členů rodu Gonzagů, jeho zaměstnavatelů. Jeho skladatelské umění mu pravděpodobně získalo přízeň Isabelly d'Este, jedné z velkých mecenášek umění té doby; tato vazba mu zřejmě umožnila opakovaně získávat milost za jeho různé prohřešky.
Od roku 1502 byl Tromboncino zaměstnán ve Ferraře ještě zlopověstnější Lucrezií Borgiou, kde psal hudbu pro slavná intermedi jejího rozmařilého dvora, především pro její svatbu s Alfonsem d'Este. Někdy před rokem 1521 se odstěhoval do Benátek, kde nejspíše strávil zbytek života. 

## Dílo
Přes bouřlivý život je většina Tromboncinovy hudby ve formě lehce plynoucí frottoly, předchůdkyně madrigalu. Byl trombonistou, jak ukazuje jeho jméno, a někdy takto působil, nicméně se nedochovala žádná jeho instrumentální hudba. Napsal také vážnou duchovní hudbu: 17 laud, motet a zhudebnění  Pláče Jeremiášova. Tato hudba má konzervativní ráz a používá neimitativní polyfonii, jejímž podkladem je cantus firmus, střídající se místy s více homofonní texturou nebo s nezdobeným jednohlasem. Jeho 176 frottol, největší a historicky nejvýznamnější část jeho díla, jsou pestřejší než práce jiného známého frotollisty Marchetta Cary. Jsou také obvykle více polyfonní než většina dobových frottol, a tím předjímají madrigal. První sbírky madrigalů byly uveřejněny v době samotného konce Tromboncinova života a ve městě, kde žil (například Verdelotova sbírka Primo libro di Madrigali, Benátky 1533). Hlavní rozdíl mezi Tromboncinovými pozdními frotollami a ranými madrigaly nebyl ani tak v hudbě jako spíš ve struktuře zhudebňovaného verše. 
Tromboncino obvykle zhudebňoval verše  nejznámějších básníků své doby; byli to Petrarca, Galeotto, Sannazaro a jiní, dokonce zhudebnil i Michelangelovu báseň Come haro dunque ardire, která se objevila ve sbírce, již Tromboncino uveřejnil roku 1518.